# Godula (skalní stěna)
Godula je skalní stěna nacházející se v bývalém kamenolomu na jihovýchodě úpatí hory Godula (738 m n. m.) v obci Komorní Lhotka v Moravskoslezských Beskydech v okrese Frýdek-Místek. V současnosti je cvičnou skálou pro horolezectví.

## Typ skály
Jemnozrnný tvrdý pískovec nazelenalé barvy. Je geologickou vrstvou slezského příkrovu (část karpatské geologické soustavy) pocházející ze střední křídy. Místy až 2000 m mocné souvrství odolných pískovců je základem centrální části Moravskoslezských Beskyd, Slezských Beskyd a skupiny Ondřejníku. Pískovec se dosud těží v kamenolomech v Ráztoce, Trojanovicích, a Řece.

## Popis
Godula je vysoká 20 a široká asi 100 metrů. Rozděluje se na tři části. Levá část je nejčastěji používaná, jelikož není převislá a nabízí spoustu polic (sice většinou zatravněných). Střední část je značně rozlámaná a nevhodná pro lezení. Pravá část je většinou převislá a tím vhodná i pro nácvik prusíkování a činnost po pádu horolezce (za pomocí pneumatiky z traktoru ležící v křoví). Stěna celkově nabízí trénink jak klasického lezení, tak i trénink na neledovcové velehory. Svým charakterem se výrazně liší od lezení na typických pískovcových skalách.

## Lezecké cesty

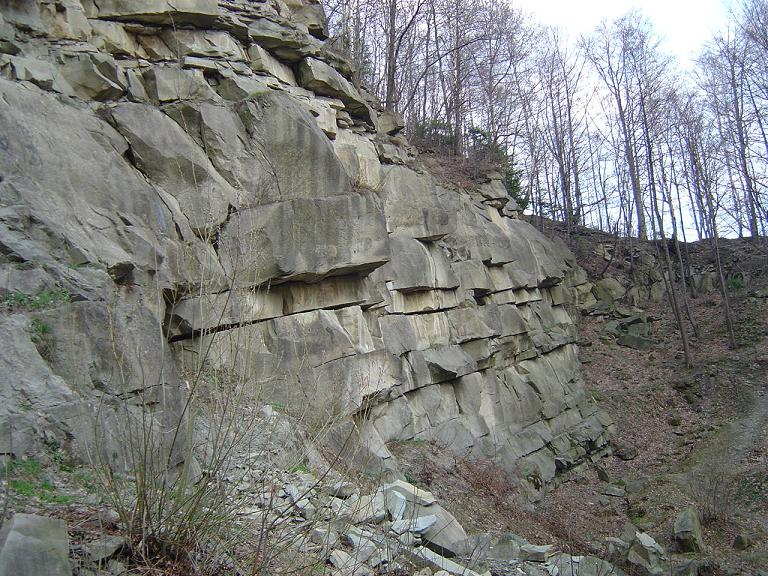
Pravá část stěny

Je zde 33 lezeckých cest, které jsou zajištěny kruhy a borháky. Nejčastějším stupněm obtížnosti cest je IV - VI+ UIAA, dále pak jedna cesta obtížnosti VII (Sedmička - lezecká cesta č. 10) a jedna IX (Plotna za rohem - lezecká cesta č. 31). Centrální část stěny je rozlámaná a neleze se. V areálu stěny mohou horolezci tábořit pod podmínkou dodržování návštěvního řádu CHKO Beskydy.

## Seznam cest
| Číslo | Název               | Obtížnost   |
| ----- | ------------------- | ----------- |
| 01.   | Dvojspára           | III         |
| 02.   | Okrajová            | V           |
| 03.   | Boxer               | VI+         |
| 04.   | Traverz pod boxerem | V-          |
| 05.   | Buf                 | VI+         |
| 06.   | Normálka            | III         |
| 07.   | Těžký koutek        | VI          |
| 08.   | Direttissima        | IV+         |
| 09.   | Brnkačka            | VI+         |
| 10.   | Sedmička            | VII         |
| 11.   | Peťovka, Opičák     | V           |
| 12.   | Prázdninová         | V+          |
| 13.   | Zelené kruhy        | IV+         |
| 14.   | Kamenolom           | III         |
| 15.   | Prsteníček          | (neleze se) |
| 16.   | Kouty               | (neleze se) |
| 17.   | Středová            | VI          |
| 18.   | Přes odštěp         | IV          |
| 19.   | Těžká spárka        | V, A0       |
| 20.   | Turistická          | III         |
| 21.   | Bezejmenná          | V+          |
| 22.   | Sokolík             | V+          |
| 23.   | Zářez               | IV          |
| 24.   | Rajbas              | VI+         |
| 25.   | Zářez s traverzem   | III         |
| 26.   | Nerezové nýty       | V           |
| 27.   | Převis spárou       | VI          |
| 28.   | Převis přes hrot    | VI          |
| 29.   | Dírka v plotně      | IV          |
| 30.   | Pětkový převísek    | V           |
| 31.   | Plotna za rohem     | IX          |
| 32.   | Prkotina            | IV+         |
| 33.   | Zip                 | III+        |